# Dominik Locqueneux
Dominik Locqueneux, född den 21 juli 1975 i Roeselare i Belgien, är en belgisk travkusk, montéryttare och travtränare. Han började med trav tack vare att Joseph Verbeeck övertalade honom att prova. Han har även varit försteman hos Anders Lindqvist i det svenska stallet på Grosbois, som är en jättestor travanläggning i Frankrike.

## Karriär
Dominik Locqueneux började sin travkarriär vid 14 års ålder. Han var till en början endast catch driver, då han inte hade någon egen tränarrörelse. Locqueneux red till en början endast montélopp, men började efter två år att köra även sulkylopp.
Han skar mållinjen som tvåa i Prix d'Amérique 2006 med hästen Gigant Neo, tränad av Stefan Melander, men stod sedan som vinnare efter att Jag de Bellouet blivit diskvalificerad för doping.
År 2013 startade han en egen tränarrörelse.